# جوزيب بالادا
جوزيب بالادا مواليد 5 فبراير 1912 في زغرب، الامبراطورية النمساوية المجرية - الوفاة 4 مايو 1994 في زغرب، كان لاعب كرة مضرب كرواتي بدأ مسيرته كمحترف سنة 1933 وكان يلعب باليد اليسرى، اعتزل اللعب في 1956.

## روابط خارجية
- جوزيب بالادا على موقع رابطة محترفي التنس (الإنجليزية)
- جوزيب بالادا على موقع الاتحاد الدولي لكرة المضرب (الإنجليزية)
- جوزيب بالادا على موقع كأس ديفيز (الإنجليزية)
- جوزيب بالادا على موقع بطولة ويمبلدون (الإنجليزية)
- جوزيب بالادا على موقع خلاصة التنس.كوم (الإنجليزية)